# Burg Luftenberg

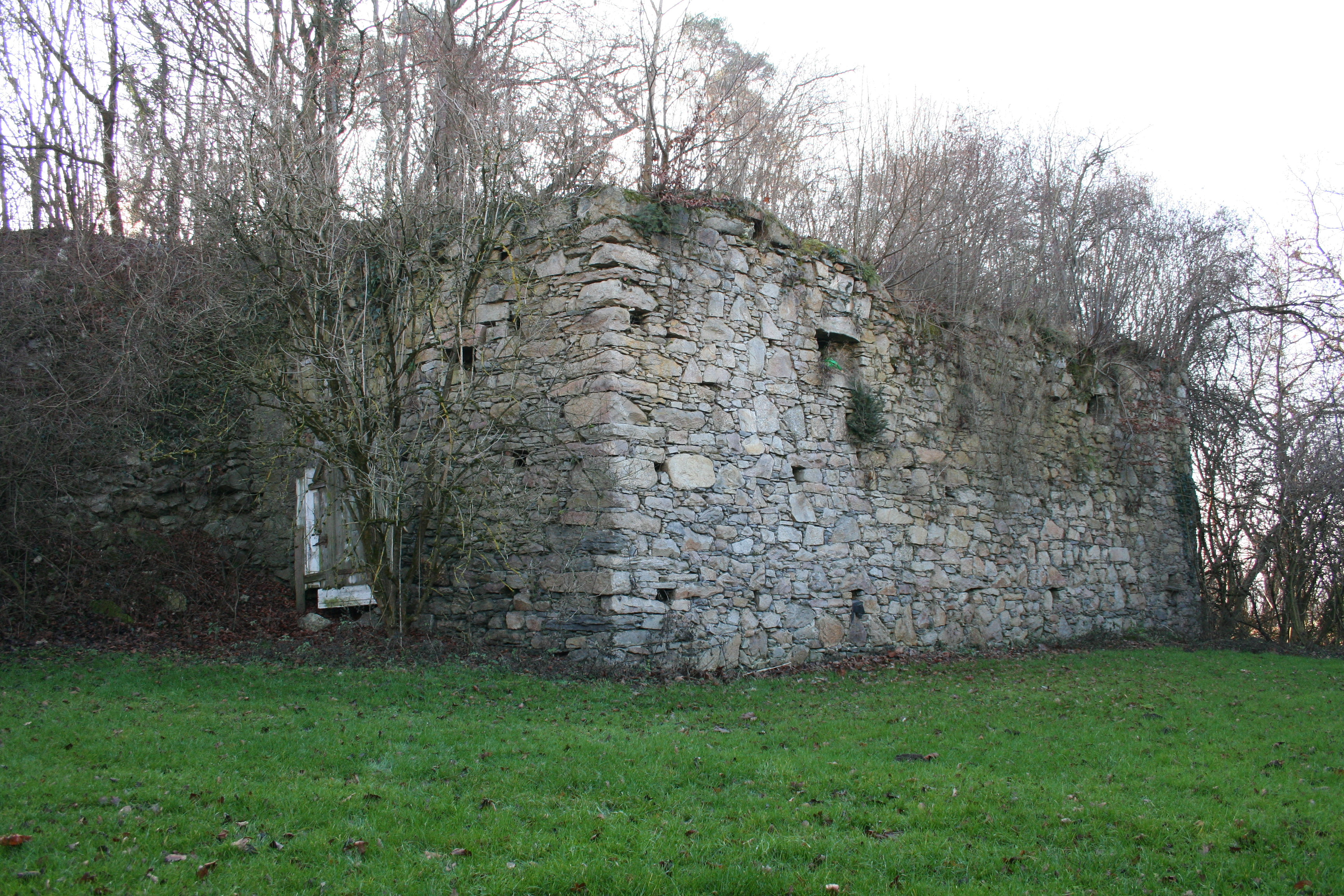
Reste der Hochburg

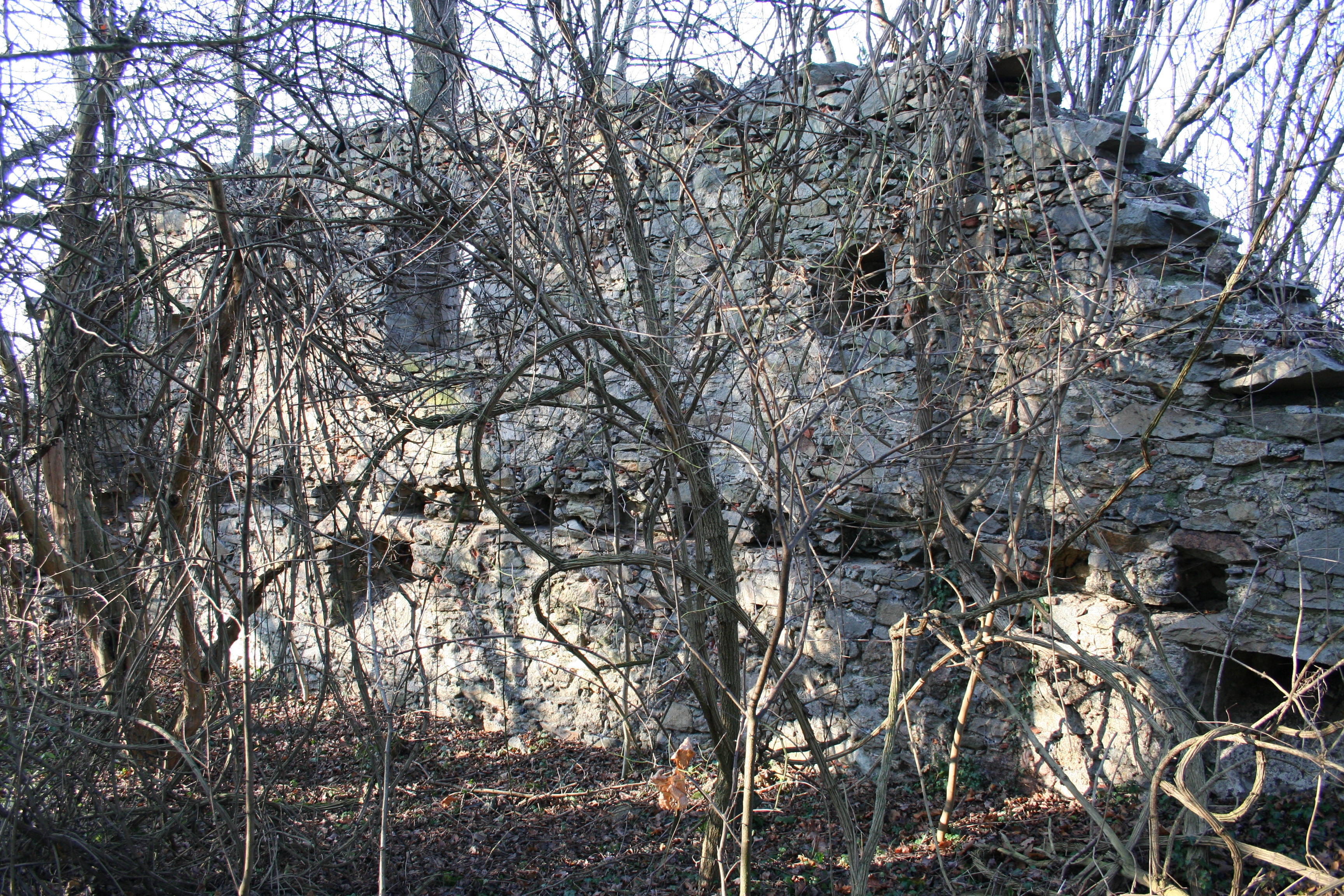
Reste der Ringmauer (Innenansicht) mit einer Reihe von Aussparungen, die vermutlich dem Wehrgang dienten

Burg Luftenberg ist die Ruine einer Höhenburg in der heutigen Gemeinde Luftenberg an der Donau im Bezirk Perg in Oberösterreich, der erstmals 1125 urkundlich nachweisbar ist. Ende des 16. Jahrhunderts wurde daneben das Schloss Luftenberg (Neu-Luftenberg) errichtet, wozu ein Großteil der Burg abgetragen wurde.
Die exponierte Lage auf dem Luftenberg hoch über der Donau gegenüber der Traunmündung verlieh dem Standort eine strategische Bedeutung, die zu seiner frühen Besiedelung sowie zur Errichtung von Befestigungsanlagen führten. Dazu zählt auch die Wallburg am Luftenberg aus der Spät-Bronzezeit.

## Beschreibung
Von der einst großzügig ausgebauten Anlage wurden Ende des 16. Jahrhunderts wesentliche Teile abgetragen und vermutlich zum Neubau des direkt angrenzenden Schlosses Luftenberg verwendet. Lediglich Reste der Ringmauer und einige gemauerte Teile der Hochburg sind vorhanden.
Die Hochburg wurde auf einem 20 × 15 Meter großen, aus der Umgebung herausragenden Felsen errichtet und von einer viereckigen Ringmauer mit innenliegendem Wehrgang umschlossen. Neben der Einhebung der später verbotenen Weinmaut von den Donauschiffen war der Salzhandel über Saumwege Richtung Böhmen auch für die Burgherren von Luftenberg von wirtschaftlicher Bedeutung.

## Besitzverhältnisse
Die Burg gehörte um 1125 der Edlen Frau Liutgard, der Witwe des Ekkerich (Eggericus) de Luffinberc. 1207 wird ein Hainericus de Lufftnberg erwähnt und 1220 wurde die ursprünglich vermutlich weitgehend aus Holz bestehende Burg weiter befestigt. 1237 scheinen die Luftenberger letztmals als Besitzer auf.
1281 gehörte die Burg der Mechthild von Neidtperg, ab 1282 ergaben sich geteilte Besitzverhältnisse an der Veste Luftenberg. Die Verleihung der einen Hälfte erfolgte 1282 durch Herzog Albrecht von Österreich, die der anderen Hälfte durch den Kuenringer Heinrich von Weitra. Nach der Schlichtung von Streitigkeiten um den Besitz verzichteten die Kuenringer erst 1287 zu Gunsten des Landesfürsten auf ihren Besitzanspruch. Noch im 13. Jahrhundert erwarb Ulrich II. von Kapellen unter anderem auch die Burg Luftenberg mit allem was die Rech als Lehen hatten.
Lehensnehmer der gesamten Burg waren ab den 1280er-Jahren Chunrad und Mechthild Rech, die sich in Folge nach Luftenberg nannten. Die Rechs scheinen bis 1367 als Herren von Luftenberg auf und wurden dann von dem aus dem Mühlviertel stammenden Adelsgeschlecht der Gruber abgelöst. Diese forderten von den Donauschiffen unrechtmäßig Abgaben und errichteten beim Luftenberg gebührenfreie Landestellen für den Warenverkehr ins Mühlviertel. Sie unterstützten dabei die Bürger von Freistadt zu Lasten der Stadt Enns.

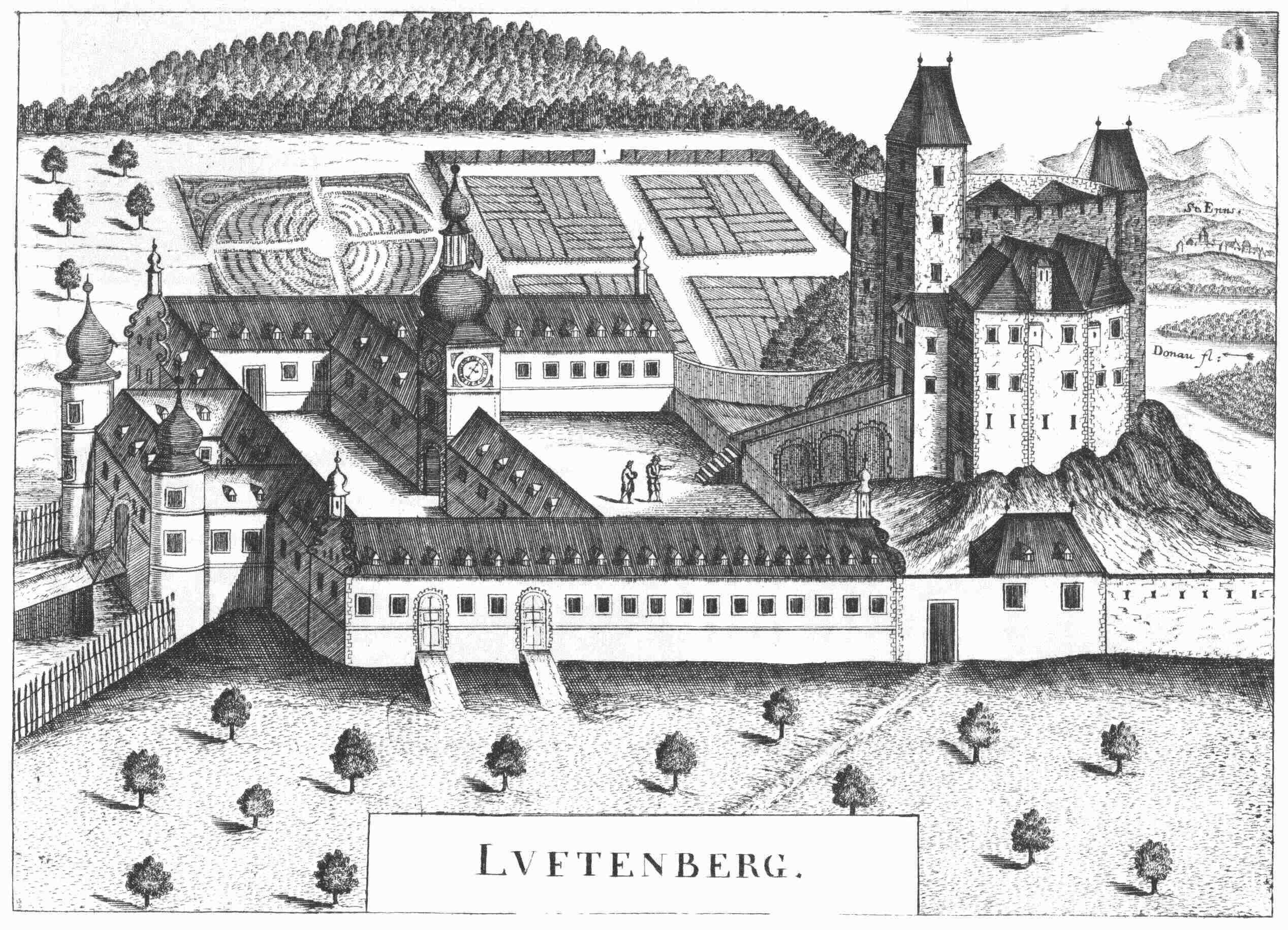
Schloss (links) und Burg Luftenberg (rechts) nach einem Stich von Georg Matthäus Vischer von 1674

Im Lehensbuch von Herzog Albrecht III. scheinen nach 1374 je zur Hälfte Jörg von Zwingenstein und Andre der Gruber gemeinsam mit Siegmund von Steinpach als Inhaber der Festung Luftenberg auf. Nach dem Tod von Andre Gruber fiel der Hälfteanteil an seine Tochter Agnes. Diese heiratete Balthasar von Schallenberg und übertrug ihm ihre Burghälfte. Die andere Burghälfte samt dem Kirchenlehen dürfte zu dieser Zeit dem Eustach Brodnacher (Frodnacher) gehört haben. Später scheinen bis 1679 nur noch die Schallenberger als Burgherren auf.
Anfang des 16. Jahrhunderts fand die Lehre Luthers zahlreiche Anhänger unter dem oberösterreichischen Adel. Die Schallenberger richteten zur Verbreitung der lutherischen Lehre auf der Burg Luftenberg eine Schule für die adeligen Söhne der Umgebung ein und holten dazu Lehrer aus der Lutherstadt Wittenberg, u. a. den von Philipp Melanchthon entsandten Fridericus Lagus. Bereits 1545 war Luftenberg zu klein und die Schule übersiedelte zunächst nach Enns und später nach Linz. Indirekt gilt Luftenberg daher als Keimzelle der späteren Evangelischen Landschaftsschule der Stände von Österreich ob der Enns und als Geburtsstätte des Akademischen Gymnasiums in Linz auf der Spittelwiese.
1594 war Luftenberg als Zufluchtsort für Frauen und Kinder vor der drohenden Türkengefahr vorgesehen. 1635 trat der aus der Herrschaft Luftenberg stammende Martin Aichinger als protestantischer Führer der Machländischen Bauernbewegung auf. Die Schallenberger dürften im Zuge der Gegenreformation zum katholischen Glauben zurückgekehrt sein.
Graf Christoph von Schallenberg übernahm sich beim großzügigen schlossartigen Ausbau des Meierhofes (Neu-Luftenberg) und musste 1679 Burg und Schloss an Helmhart Christoph von Weißenwolff veräußern, der die beiden Herrschaften Luftenberg und Steyregg vereinigte.
Mariette Weissenwolff übergab Luftenberg 1923 an Helene Szapary, deren Besitznachfolgerin 1942 Henriette Thurn und Taxis wurde. 1961 gelangte der Besitz auf Grund eines Erbübereinkommens an Karl und Marietta Mensdorff-Pouilly und seit 1978 ist deren Tochter, Marie Antoinette Krassay, Besitzerin des Gutsbestandes Luftenberg.